# توم كرابتري
توم كرابتري (بالإنجليزية: Tom Crabtree)‏ هو لاعب كرة قدم أمريكية أمريكي، ولد في 4 نوفمبر 1985 في كولومبوس في الولايات المتحدة.

## وصلات خارجية
- توم كرابتري على موقع مرجع كرة القدم المحترفة.كوم (الإنجليزية)